# 迪克斯迈德区
迪克斯迈德区（荷蘭語：Arrondissement Diksmuide）是比利時弗拉芒大區西佛兰德省的一個区。該區轄有5個市鎮，面積362.42平方公里，2020年1月1日人口為51636人。

## 市鎮
迪克斯迈德区下轄以下市鎮：
- 迪克斯迈德（Diksmuide）
- 豪特许尔斯特（Houthulst）
- 库克拉勒（Koekelare）
- 科特马克（Kortemark）
- 洛-雷宁厄（Lo-Reninge）